# Tatiana Silva
Tatiana Silva Braga Tavares (Uccle, 5 febbraio 1985) è una modella belga, incoronata Miss Belgio 2005 il 18 dicembre 2005, in rappresentanza di Bruxelles.
In seguito ha partecipato a Miss Mondo 2005 in rappresentanza del Belgio. Ha inoltre partecipato  a Miss Universo 2006.

## Biografia
Tatiana Silva è nata nel sobborgo di Bruxelles Uccle (Ukkel); suo padre proveniva da Capo Verde.
Al momento dell'incoronazione la modella belga stava studiando e lavorando come commessa in un negozio. Fluente in francese, olandese, inglese, portoghese e Lingua creola capoverdiana, ha preso il posto di Miss Belgio 2004, Ellen Petri. Dal 2011 al 2012 è stata legata sentimentalmente al cantante Stromae.